# 帕当乡
帕当乡（藏語：བར་ཐང་），是中华人民共和国西藏自治区日喀则市仁布县下辖的一个乡镇级行政单位。

## 行政区划
帕当乡下辖以下地区：
普村、康阿村、孔培村、萨嘎村、切村和萨达村。